# Ziua Independenței (Eritreea)
Ziua Independenței din Eritrea este una dintre cele mai importante sărbători naționale publice din țară. Are loc în fiecare an la data de 24 mai. În această zi din 1991, Frontului de Eliberare al Poporului Eritrean a intrat în capitala Asmara, restabilind independența statului, în urma unui război de 30 de ani împotriva regimului militar etiopian. Ziua Independenței din Eritrea este o sărbătoare națională, muncitorii având o zi liberă de la muncă.
Ziua Independenței este sărbătorită întotdeauna pe 24 mai a fiecărui an în Eritrea. Dar festivitățile se desfășoară pe parcursul unei săptămâni până la 24 mai, așa că este denumită „Săptămâna Independenței” sau Qinyat Natsnet. Festivitățile sunt marcate de carnavaluri, spectacole de stradă, competiții sportive, curse de ciclism, concerte muzicale, parade, petreceri în cort perioadă în care steagul este fluturat foarte multe și în care afișarea patriotism este foarte prezentă.
În această săptămână specială, programul Eri-TV este presărat de documentare ale luptei armate pentru independență pentru a aminti populației de sacrificiul greu plătit pentru eliberarea și apărarea țării.
Ziua Independenței din Eritrea este sărbătorită și de comunitățile care trăiesc în afara țării. Comunitățile diasporei tind să o sărbătorească la sfârșit de săptămână pentru a atrage mai multe persoane. Există o mulțime de concerte, picnicuri, grătare și festivități în aer liber în diferite parcuri de pe glob, care au loc în diverse țări din Australia până în SUA.
Concertele, carnavalele și spectacolele stradale sunt foarte importante în Săptămâna Independenței. În 2016, la aniversarea de 25 de ani, formații și orchestre din diferite țări precum Germania, Turcia, Uganda, Africa de Sud, Bolivia, China, Japonia, Chile, Sudan, Statele Unite și Australia au concertat în Asmara. Superstarul malian, Habib Koite, a fost, de asemenea, prezent pentru a oferi spectacole în teatrele din Asmara în timpul Săptămânii Independenței.
Ziua Independenței este una dintre cele mai trei importante sărbători de stat în Eritrea. Celelalte sunt Ziua Martirilor și Ziua Revoluției de la 1 septembrie.